# Allium unifolium
Allium unifolium es una especie de planta bulbosa geófita del género Allium, perteneciente a la familia de las amarilidáceas, del orden de las Asparagales. Se distribuye por Norteamérica.

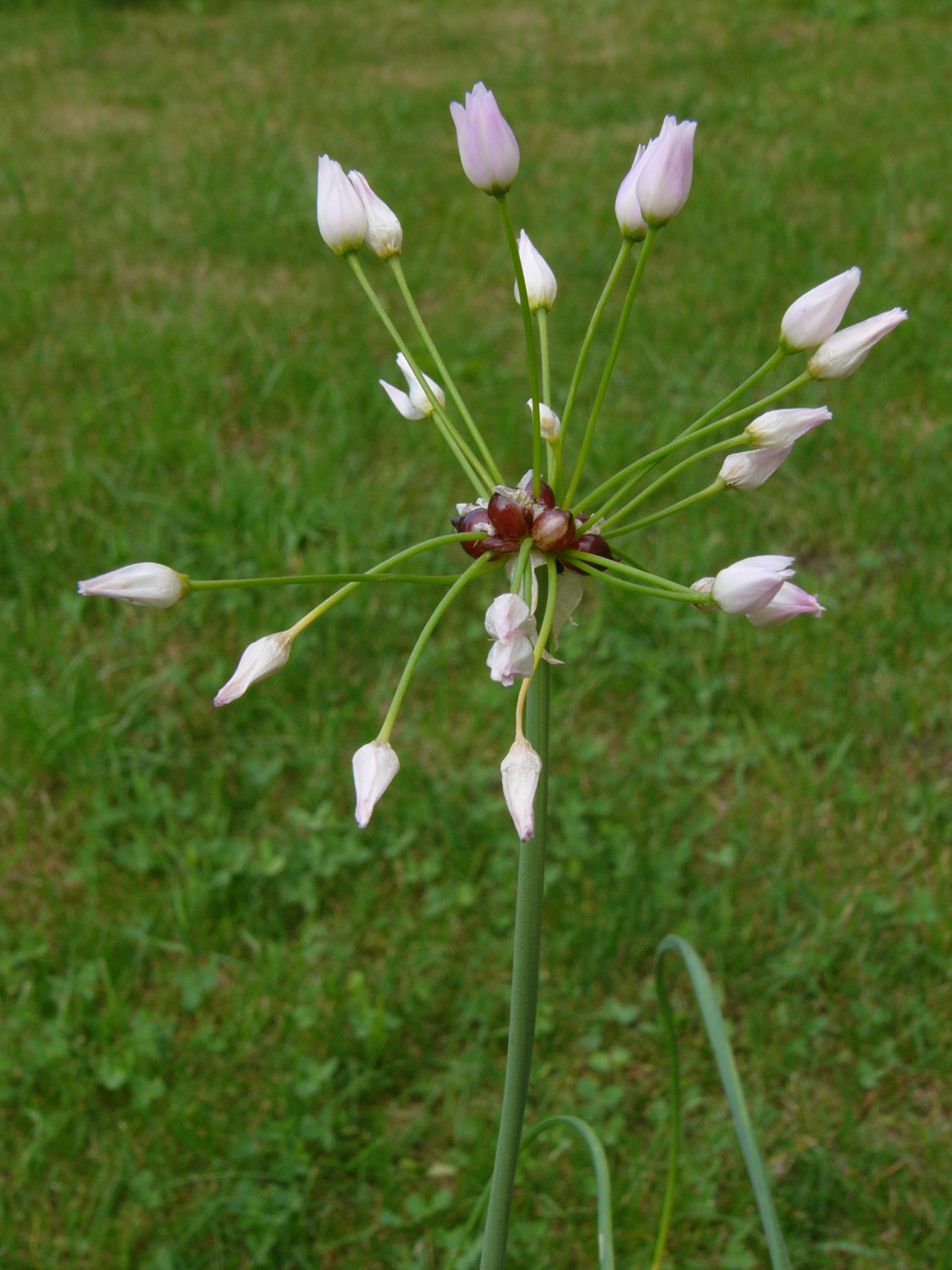
Inflorescencia

## Descripción
Allium unifolium una especie nativa de California que se encuentra en pastizales húmedos de primavera. Es una de las especies más cultivadas de California que se multiplica rápidamente. Las semillas son muy viables y se propagan a través de los jardines botánicos donde se plantan. Los bulbos están conectados a la planta por un delgado rizoma

## Taxonomía
Allium unifolium fue descrita por Albert Kellogg y publicado en Proceedings of the California Academy of Sciences 2: 112, f. 35, en el año 1863.
Etimología
Allium: nombre genérico muy antiguo. Las plantas de este género eran conocidos tanto por los romanos como por los griegos. Sin embargo, parece que el término tiene un origen celta y significa "quemar", en referencia al fuerte olor acre de la planta. Uno de los primeros en utilizar este nombre para fines botánicos fue el naturalista francés Joseph Pitton de Tournefort (1656-1708).
unifolium: epíteto latino que significa "con una hoja".
Sinonimia
- Allium grandisceptrum Davidson
- Allium unifolium Vieill. ex Greene
- Allium unifolium var. lacteum Greene[6]